# Ian Curtis
Ian Kevin Curtis (Mánchester, Reino Unido, 15 de julio de 1956 – Macclesfield, Reino Unido, 18 de mayo de 1980) fue un cantautor, compositor y poeta británico, líder de Joy Division, del cual fue cofundador en 1976 en la ciudad de Mánchester. Las composiciones oscuras de Curtis y sus actuaciones en vivo lo han hecho un personaje icónico en el movimiento del Post-Punk.
Criado en Hurdsfield (en el extrarradio de Macclesfield), Ian Curtis era un joven mancuniano introvertido de clase media, devoto de la música de David Bowie, Lou Reed e Iggy Pop, fanático de la literatura de Kafka y la poesía modernista. Padecía de epilepsia y un leve grado de agorafobia. A menudo vestía una chaqueta caqui, donde él mismo escribió con pintura acrílica naranja hate (odio) en mayúsculas a su espalda.
En 1976, durante un concierto de los Sex Pistols en el Manchester Lesser Free Trade Hall, Curtis coincidió con Peter Hook y Bernard Sumner, futuros bajista y guitarrista de Joy Division. Formaron una banda llamada Warsaw que, posteriormente, rebautizaron como Joy Division. Curtis ocupó en ella los roles de letrista y vocalista. Las canciones que escribió para el grupo eran sombrías y depresivas, y trataban sobre la desolación, el vacío y la alienación humana. El corto legado de Curtis se concentró en dos álbumes de estudio, Unknown Pleasures, publicado en 1979, y Closer, lanzado en 1980 póstumamente.
Su biografía oficial fue publicada en 1995 y fue escrita por Deborah Curtis, la propia viuda del cantante, titulada Touching from a distance: Ian Curtis and Joy Division. Dicha biografía fue adaptada al cine en el biopic realizado por el director neerlandés Anton Corbijn en 2007 bajo el título Control e inspirado en la canción «She's Lost Control». Anteriormente, en 2002, Michael Winterbottom filmó la película 24 Hour Party People, en tono de comedia, en la que también apareció Ian Curtis, aunque este filme se centró más en la figura del productor musical, Tony Wilson, fundador de la discográfica por la que fichó Joy Division en 1978, Factory Records.
Tras su trágica muerte, Ian Curtis fue considerado como uno de los grandes poetas malditos de la historia del rock por su forma convulsiva de bailar aunado a su voz grave, inerte e inexpresiva, y por sus letras oscuras.

## Biografía

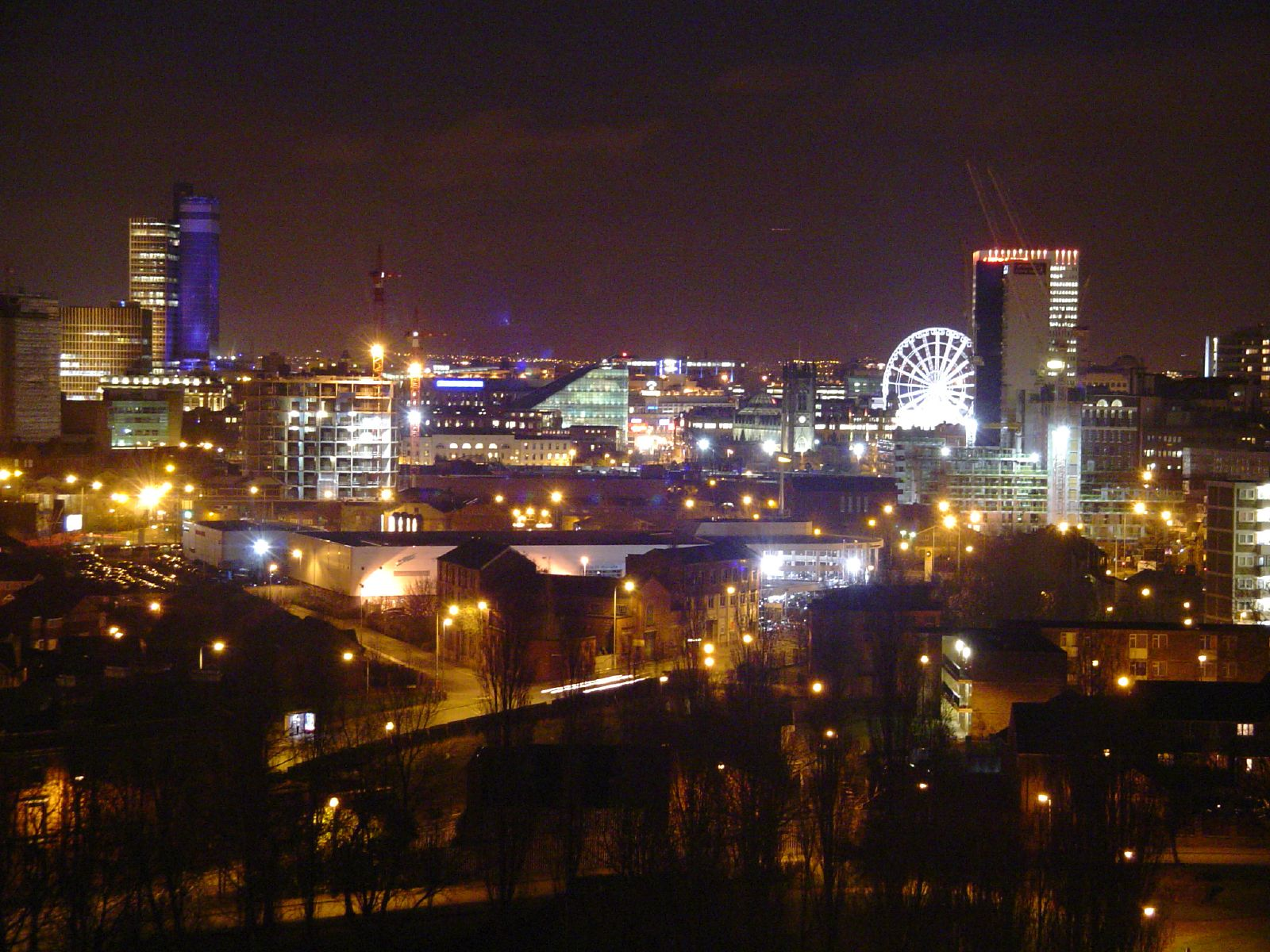
La ciudad natal de Ian Curtis, Mánchester, en una de sus vistas nocturnas.

En el prefacio del libro escrito por su esposa, Deborah Curtis, el periodista musical Jon Savage define a Ian Curtis como el mayor poeta musical de la ciudad de Mánchester. Desde joven, Curtis mostró talento por la poesía. A pesar de que consiguió ir a The King's School, nunca fue el más brillante de la clase debido a su inconformismo, que solían tachar de simple rebeldía adolescente, aunque era obvio que poseía habilidades literarias admirables. Entre libros de Kafka y discos de David Bowie, Curtis descubrió los ideales del movimiento punk inglés.
Cuando era adolescente, Curtis eligió realizar un servicio social visitando ancianos como parte de un programa escolar. Durante la visita, él y sus amigos robaban los medicamentos recetados que encontraban y luego los tomaban juntos como grupo. En una ocasión, cuando tenía 16 años, después de consumir una gran dosis de Largactil que él y sus amigos habían robado, su padre descubrió a Curtis inconsciente en su habitación y lo llevó al hospital.
Curtis tuvo un gran interés por la música desde los 12 años, y este interés se desarrolló aún más en su adolescencia, con artistas como Jim Morrison y David Bowie siendo sus favoritos, los cuales influenciaron su poesía y arte. Una de las primeras experiencias de Curtis con la música fue en el coro de una iglesia cuando era niño, en su ciudad natal de Macclesfield. Curtis rara vez podía permitirse el lujo de comprar discos, lo que lo llevó a robarlos con frecuencia en las tiendas locales. A mediados de su adolescencia, Curtis también había desarrollado una reputación entre sus compañeros como una persona de voluntad fuerte, con un gran interés en la moda.
A pesar de obtener nueve O-levels en King's School y estudiar brevemente Historia y Divinidad en St. John's College, Curtis pronto se desilusionó con la vida académica y abandonó sus estudios para encontrar empleo. A pesar de abandonar sus estudios en St. John's College, Curtis siguió centrándose en la búsqueda del arte, la literatura y la música, y poco a poco se inspiraría lírica y conceptualmente en temas cada vez más insidiosos.
Curtis consiguió un trabajo en una tienda de discos en el centro de la ciudad de Mánchester, antes de obtener un empleo más estable dentro de la administración pública. Su empleo como funcionario hizo que Curtis se desplegara inicialmente en Cheadle Hulme, donde trabajó durante varios meses en el Ministerio de Defensa, antes de que se le ofreciera un empleo alternativo dentro de la Comisión de Servicios de Mano de Obra en un edificio en Piccadilly Gardens. Más tarde trabajó como funcionario público en Woodford, Greater Manchester, aunque, a petición suya, aproximadamente un año después, Curtis fue enviado a la Bolsa de Empleo de Macclesfield, donde trabajó como Asistente del Oficial de Reasentamiento por Discapacidad. A medida que se hizo mayor, sus ambiciones y esperanzas se fueron centrando en la literatura, y finalmente culminaron en la música.
El 23 de agosto de 1975, Curtis se casó con Deborah Woodruff, a quien un amigo, Tony Nuttall, le presentó. Ian y Deborah inicialmente se hicieron amigos y luego comenzaron a salir en diciembre de 1972, cuando ambos tenían 16 años. Su servicio de bodas se llevó a cabo en la Iglesia de Santo Tomás en Henbury, Cheshire. Curtis tenía 19 años y Woodruff 18. Tuvieron una hija llamada Natalie, nacida el 16 de abril de 1979. Inicialmente, la pareja vivía con los abuelos de Ian, aunque poco después de casarse la pareja se mudó a un barrio de clase trabajadora en Chadderton, donde pagaron una hipoteca mientras trabajaban en trabajos que no disfrutaban. En poco tiempo, la pareja se desilusionó con la vida en Oldham y volvió a hipotecar su casa antes de regresar brevemente a vivir con los abuelos de Ian. Poco después, en mayo de 1977, la pareja se mudó a su propia casa en Barton Street, Macclesfield, y una de las habitaciones de la propiedad se conoció coloquialmente entre la pareja como la "sala de composición de canciones" de Curtis.
Curtis coincidió con Bernard Sumner y Peter Hook cuando asistían en un concierto de los Sex Pistols. Fue allí donde le comentaron que estaban intentando formar una banda. Días más tarde, Curtis llamó a Bernard Sumner y a Peter Hook para unirse al proyecto como vocalista y letrista. Entre los tres buscaron un baterista y, tras un largo proceso de selección, Stephen Morris se unió a la agrupación. Por aquel entonces, el grupo tenía el nombre de Warsaw. El grupo debutó la última noche antes de clausurar el local musical Electric Circus.

### Relación con Deborah Woodruffe y Annik Honoré
El primer encuentro de Annik Honoré con Ian Curtis fue el 13 de agosto de 1979 durante una actuación de Joy Division en el Nashville Rooms de Londres con la banda OMD. Once días después de aquel concierto, Honoré entrevistó a la banda para un fanzine titulado En Attendant. A partir de aquel momento, Honoré y Curtis empezaron a mantener una relación sentimental que se prolongó hasta el día de la muerte de Curtis.
Según la biografía del cantante escrita por Deborah, durante el tiempo que pasó con Annik, la personalidad de Ian se hizo más grave. Ella parecía tener mucha influencia sobre él y casi logró convencerlo de convertirse en vegetariano. El trato con su esposa cambió radicalmente y, en lugar de decirle cosas agradables, Curtis pareció alejarse en su relación con frases hechas al uso que no significaban nada para ella.

### Últimos días y suicidio

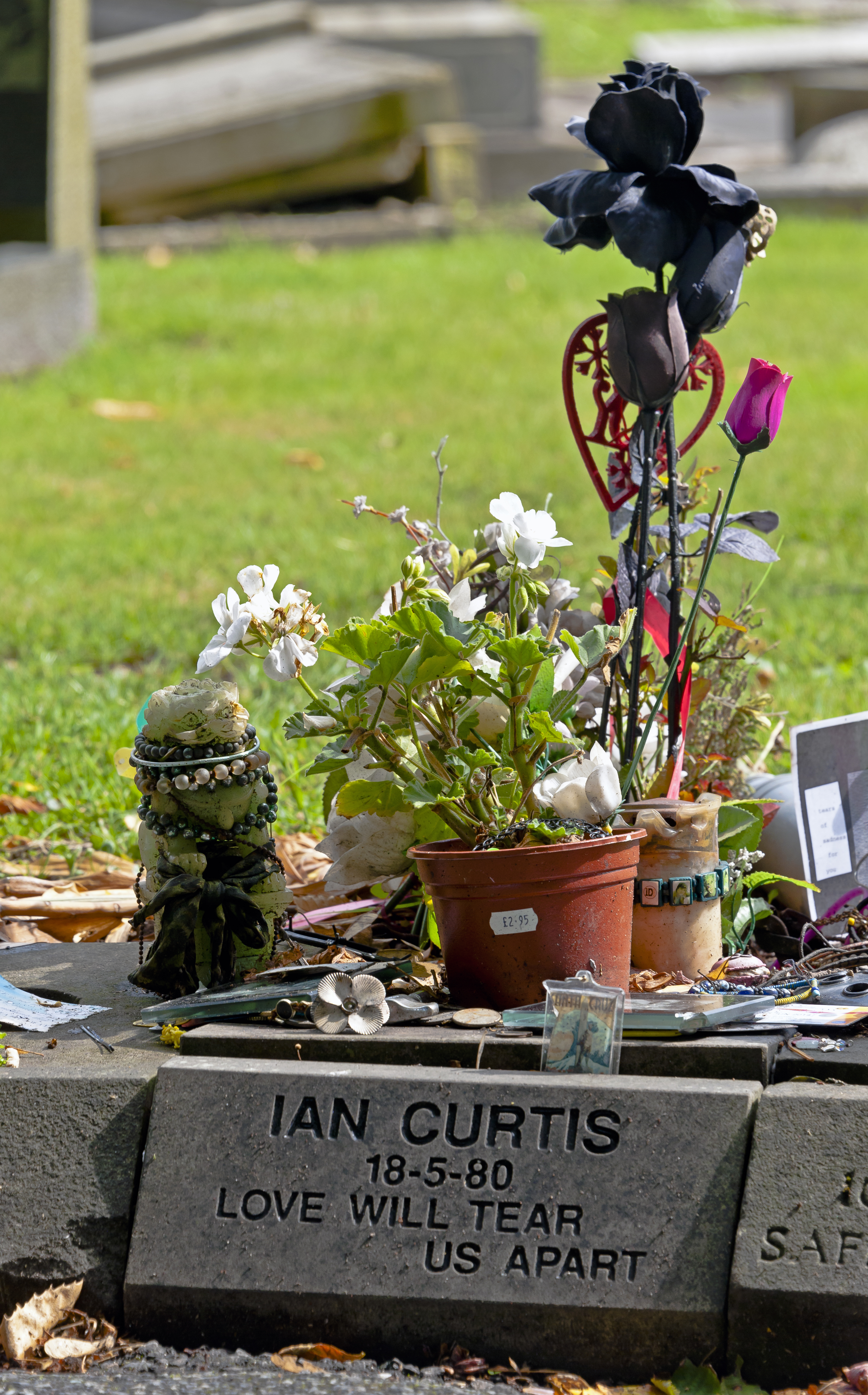
Tumba donde descansan los restos de Ian Curtis con el epitafio de su famosa canción «Love will tear us apart».

El último concierto en el que Ian participó tuvo lugar en el mismo mes en el que murió, e incluyó, por única ocasión, la puesta en escena del tema «Ceremony», que más tarde sería versionada por New Order, así como también por Galaxie 500 en su álbum On Fire. La última canción que Ian cantó en público fue «Digital».
Los efectos negativos de la epilepsia sobre su salud junto a sus problemas personales (entre ellos su divorcio y su adicción a algunos fármacos) fueron quizás algunas de las causas que contribuyeron a llevarlo a quitarse la vida a los 23 años.
El salto hacia el estrellato, en 1980, superaba por momentos a Ian. Los conciertos eran cada vez más numerosos y sus crisis epilépticas se habían vuelto incontrolables. Pese a que los médicos no encontraban ninguna razón física para sus procesos de epilepsia, la medicación no funcionaba debidamente. El estrés de aparecer ante el público empujó a Ian a tomar una sobredosis de fenobarbital, pocos días después de finalizar la grabación de su segundo disco Closer.
Pocos días antes de que el grupo fuera a iniciar su primera gira en los Estados Unidos, en la noche del 18 de mayo de 1980, Ian se suicidó en su casa por el método del ahorcamiento con una soga. Ian fue cremado 2 días más tarde y sus cenizas fueron enterradas en Macclesfield con la inscripción "Love Will Tear Us Apart" («El amor nos desgarrará») en su lápida. Este epitafio, escogido personalmente por Deborah Curtis, a pesar de hacer referencia a la infidelidad de Ian y a la desintegración de su matrimonio, es el título de la canción más conocida de Joy Division. Closer, el segundo álbum de la banda, se lanzó póstumamente el 17 de julio de 1980, dos meses después de la muerte del cantante.
Natalie Curtis, hija de Ian y Deborah, creció con su madre. Estudió en el Colegio de Macclesfield en Mánchester, y actualmente desarrolla su carrera como fotógrafa.
Durante los últimos meses de la carrera de Joy Division, y en concreto de Ian, su música experimentó un giro, desde el mundo exterior, hasta sumergirse en un proceso de introspección, como búsqueda de la verdad interior.
Las últimas composiciones de Ian fueron las más filosóficas y también las más visionarias, frente a un inminente cambio de la conducta musical de la New wave que llegaba a los escenarios londinenses.

## Con Joy Division

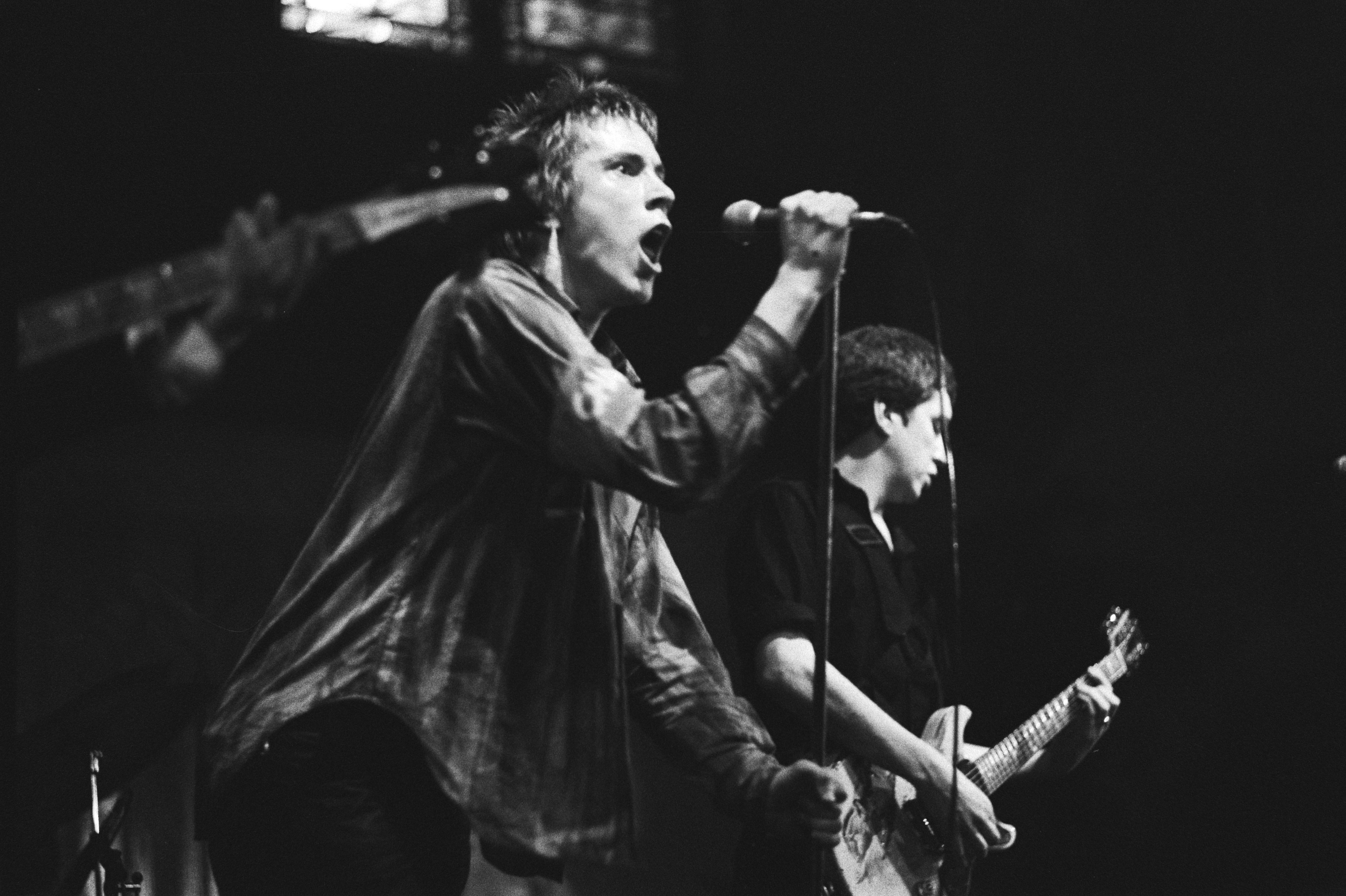
Los componentes de Joy Division se conocieron durante un concierto histórico de los Sex Pistols en Mánchester el 20 de julio de 1976. En la foto (de izquierda a derecha) Johnny Rotten y Steve Jones fotografiados en 1977.

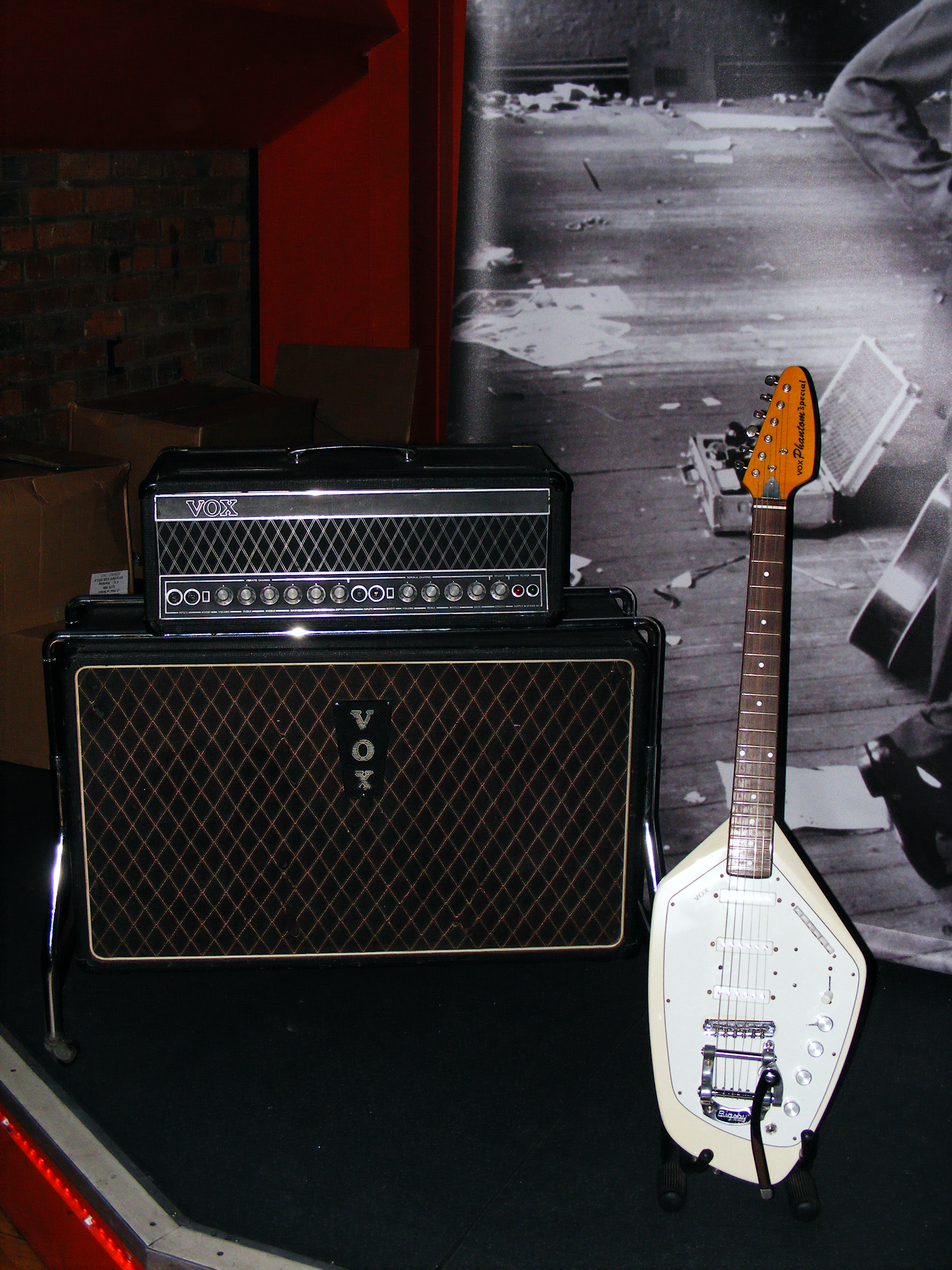
Una exposición de Joy Division con motivo del 30 aniversario del fallecimiento de Ian Curtis en Mánchester, en 2010. Aquí se ve el amplificador Vox y la Vox Phantom VI Special originales, que fueron usados por Curtis en sus conciertos.

Ian Curtis veía en Mánchester una ciudad deshumanizada por la industrialización, de la cual se evadía con libros de William Burroughs, la música de Velvet Underground y Lou Reed. Curtis llevó estas influencias hacia la oscuridad, el romanticismo, la tensión, la belleza del blanco y negro, la soledad, el automatismo, la esquizofrenia y la epilepsia.
La banda, rebautizados poco después como Joy Division, se hicieron un hueco en la escena local gracias a un sonido inédito que hacía de sus limitaciones su principal virtud. A diferencia de la mayoría de los grupos de rock, en las canciones de Joy Division era el bajo el que llevaba el peso de la melodía, apoyado en una base rítmica hipnótica, mientras la guitarra pasaba a un plano secundario. Por encima del resto, la oscura e inquietante voz de barítono de Ian dibujaba paisajes sonoros plagados de referencias literarias. Joy Division poseía un magnetismo enigmático, doloroso y sincero. Tony Wilson, fundador del sello The Factory y personaje clave del llamado sonido "Madchester", fichó al grupo para publicar su debut discográfico, Unknown Pleasures. El disco se alzó con el segundo puesto en las listas independientes británicas. Aquello les abrió las puertas a su segundo disco, Closer, que a la postre se convertiría en la obra póstuma de Curtis.
Mientras actuaba con Joy Division, Curtis desarrolló un estilo de baile muy personal que evocaba los ataques epilépticos que sufría, a veces incluso en el escenario. La similitud era tanta que el público llegaba a dudar si lo que estaba presenciando era parte de la actuación o un verdadero ataque. A veces se desmayaba y tenían que ayudarlo a bajar del escenario, ya que su salud iba empeorando debido al gran número de conciertos que el grupo daba.
Joy Division era un grupo extraño. Y entre sus muchas rarezas se encontraba la fascinación por la estética nazi, algo que compartieron con muchas bandas de la época, que encontraban en ello una forma de provocación. La década de los 70 tocaba a su fin, y el efímero fenómeno del punk pedía a gritos una renovación interior, un soplo de aire fresco. Y aquel extraño joven y su banda estaban dispuestos a poner su grano de arena.
La banda empezó a ser conocida de manera inmediata ya que había algo en ellos que los diferenciaba. Llamaba la atención su discreción, el alto nivel críptico que alcanzaban sus discos con portadas en blanco y negro, sin nombres ni fotografías del grupo, un anonimato que provocaba interés por descifrar su identidad. El halo de misterio de sus cuatro componentes, que parecían chicos normales y callados, pero en el escenario creaban una atmósfera llena de seriedad, gravedad y desolación fue netamente notoria.

## Estilo y personalidad

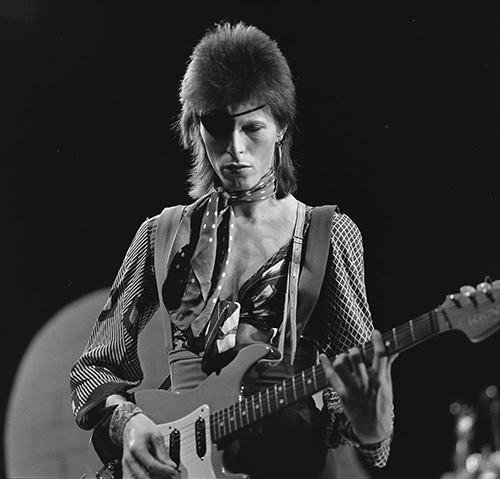
David Bowie, en la imagen durante 1974, fue una de las figuras del rock más admiradas por Ian Curtis antes de convertirse él mismo en una leyenda del rock alternativo.

Curtis fue un hombre bastante reflexivo y un poeta. Lo demostró en sus letras, en canciones como «She's Lost Control», cuya letra habla acerca de una chica que fue a pedir empleo al lugar en donde él trabajaba y que sufrió un ataque epiléptico. Días más tarde él se comunicó con la familia de la joven y supo de la muerte de la misma, lo cual afectó gravemente a Curtis. Fue notable el tono depresivo y seco de las letras de sus composiciones, presente en canciones como «Disorder», «The Day of the Lords», «Love Will Tear Us Apart», por poner solo algunos ejemplos. Estos temas llevaron a los fanes, e incluso a su propia esposa, Deborah, a creer que estaba cantando sobre su propia vida. Curtis una vez comentó en una entrevista que escribía sobre "las diferentes formas que la gente tiene para superar ciertos problemas y cómo hacen para adaptarse a ellos". Su voz de barítono oscurecida artificialmente le hacía parecer mucho más entrado en años de los que realmente tenía —23 en el momento de su muerte— e impregnaba de oscuridad las canciones de Joy Division.
La fascinación de Curtis por la muerte se había ido acentuando con el paso del tiempo. Su tormentoso matrimonio con Deborah Curtis, con quien se había casado a los 19 años, su relación extramatrimonial con la belga Annik Honoré y su desastrosa labor como padre desembocaron en una crisis personal que lo llevó a encerrarse en sí mismo y en sus propias letras.
Con su presencia enigmática y su voz de ultratumba, Ian Curtis era capaz de erizar la piel del público en sus conciertos, y más aún después de realizar sus excéntricos pasos de baile, muy parecidos a un ataque de epilepsia, enfermedad que padecía —de hecho sufrió varios ataques epilépticos en el escenario que fueron confundidos con su baile—. Admirador de Franz Kafka, J. G. Ballard, William Burroughs, Curtis soñaba con su carrera literaria. Así mismo, idolatraba a David Bowie y soñaba en ser como la estrella de rock. Se encerraba en su cuarto y escribía todo el día. Su vida transcurría entre la música y la poesía. Sufría de depresión y le atormentaba la idea del divorcio, con el que su esposa le tenía amenazado. Su matrimonio se desmoronaba, y de esa situación nació su canción más conocida: «Love Will Tear Us Apart».
Su esposa Deborah decía: "Tenía una personalidad dividida que quería entender: él necesitaba desesperadamente a alguien que lo aconsejara, pero no iba a actuar para los demás convirtiéndose en lo que querían que fuera". Según sus amigos, Curtis fue sensible, ratón de biblioteca, obsesionado por el nazismo y el psicoanálisis, generoso con sus libros, estudioso de Jean Paul Sartre, Hermann Hesse y William Burroughs, del cual se dice que trató pésimamente a Curtis al abordarlo en un encuentro cultural en Bruselas.

## Legado

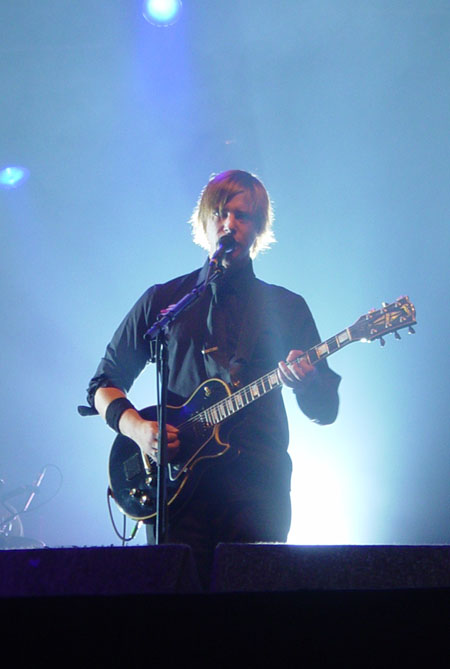
Paul Banks, líder del grupo Interpol, posee un timbre vocal muy parecido al de Ian Curtis por el que ha sido notablemente comparado.

El legado musical de Curtis es un tesoro inigualable en la historia de la música. La canción «Love Will Tear Us Apart», la cual se dice que fue "totalmente personal y autobiográfica", ha sido aclamada, adaptada e influenciada por diversos artistas como: Tori Amos, Björk, Nick Cave, Simple Minds, Nerina Pallot, The Cure, Arcade Fire, Bloc Party, U2 y Noel Gallagher, entre otros.
Tanto su imagen como su estilo de actuar sobre el escenario y el tipo de música ha sido imitado por algunos artistas como Robert Smith, Bono, Sinéad O'Connor, Morrissey, Peter Murphy o Paul Banks entre otros.
The Killers versionaron un tema de Joy Division llamado «Shadowplay». Cienfuegos, una banda argentina de los 90, también versionó «Love Will tear us apart». La banda peruana de post punk, Division Este, versiona temas de Joy Division, en un estilo crudo. La banda Los Sedantes versionaron «Heart and soul» otra banda peruana de metal llamada Nostalgia también versionó un tema de Joy Division, la canción fue She's Lost Control.
En homenaje a Ian Curtis hubo artistas, muchos de los cuales lo conocieron, que le dedicaron canciones:
- The Wombats - «Let's dance to Joy Division!».
- The Cure - Le dedicó «The Holy Hour» del álbum Faith (1981) en varios conciertos en vivo. No obstante, la canción se venía interpretando desde octubre de 1980 durante la gira por Europa.
- Section 25 - «Haunted» (1980): Curtis, junto Rob Gretton, había producido el sencillo de la banda, «Girls Don't Count».
- The Durutti Column - «The Missing Boy» (1981).
- Orchestral Manoeuvres In The Dark (OMD) - «Statues»: La banda dio algunos conciertos con Joy Division, y su cantante Andy McCluskey bailaba de forma similar a Curtis.
- Los Planetas - «Desorden»: La banda está influenciada por Joy Division y en la canción describe la muerte de Ian Curtis.
- Aviador Dro grabó en la década de los 80 una versión She's Lost Control.
- Vernian Process (colaboración con Colin Sharp) - «Where Are The Young Men?»: Colin Sharp fue cantante de The Durutti Column en 1978 y le dedicó la canción a todos sus amigos fallecidos de la ola new wave como Curtis, Martin Hannett, Adrian Borland, Billy MacKenzie y otros. La voz de Sharp apareció en 1978 en dos canciones de The Durutti Column «No Communication» y «Thin Ice (Detail)» incluidas en un EP de varios artistas llamado A Factory Sample, que incluía también «Digital» y «Glass» de Joy Division.
- El álbum debut por parte de la banda argentina, Sumo, titulado Divididos por la felicidad (1986) hace referencia a Joy Division.
- Nine Inch Nails, la banda de Trent Reznor, tiene a Joy Division como uno de sus referentes y ha versionado exitosamente el "Dead Souls" de Joy Division.

## Ian Curtis en el cine

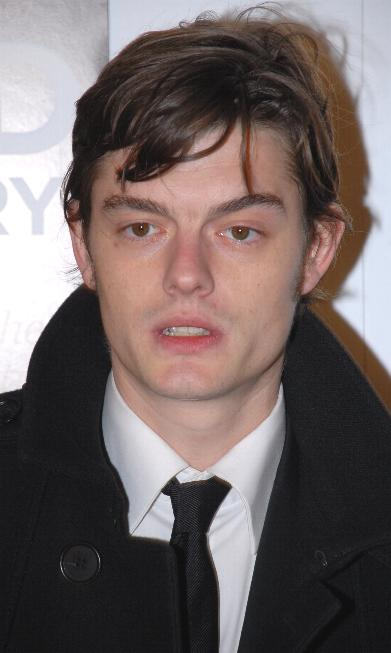
El actor Sam Riley encarnó a Ian Curtis en el biopic Control dirigido por Anton Corbijn en 2007.

La película inglesa Control, dirigida por Anton Corbijn en 2007, relató los últimos años de la vida de Ian Curtis basándose en parte en los escritos de Deborah Curtis. La película también dejó un mensaje sobre la búsqueda de la salvación y la armonía a través del arte. El papel de Ian Curtis fue interpretado por el actor de origen inglés, Sam Riley.
La cinta recibió multitud de elogios por parte de la crítica y recibió el premio a la Mejor Película Europea en el Festival de Cannes.
Otros cineastas, como Grant Gee, optaron por retratar la vida de Curtis en forma de documental. Joy Division (2007) reconstruye la vida del cantante a través de las declaraciones de sus familiares y amigos más cercanos, contribuyendo a dar forma a un relato para muchos más fiel a la figura del mito. Por otra parte, Michael Winterbottom plasmó en la película 24 Hour Party People la efervescencia de la escena de Mánchester a finales de los setenta y principios de los ochenta, en la que Joy Division jugaron un papel esencial.

## Publicaciones personales
Anotaciones personales, escritos y letras inéditas de Ian Curtis fueron publicados en un libro titulado So This Is Permanence: Lyrics and Notebooks, y vieron la luz durante la primera mitad de 2014.
La recopilación estuvo a cargo del periodista de rock inglés Jon Savage (autor del famoso libro sobre el punk England's Dreaming) y tuvo prólogo de la viuda del vocalista, Deborah Curtis. El libro ha sido descrito como «una colección de escritos intensamente personales» entre los que se intercalan letras de canciones y páginas inéditas de sus cuadernos.

## Discografía
- Unknown Pleasures (1979)
- Closer (1980)